# Prosthetic Records
La Prosthetic Records è una casa discografica specializzata nell'heavy metal, è stata fondata da EJ Johantgen nel 1997 ed ha sede a Los Angeles, California.
Pur non disdegnando qualche incursione nel campo del metal dalle classiche sonorità thrash/death,  Prosthetic, soprattutto nei primo decennio del nuovo millennio, si fece un'ottima fama producendo gli esordi di band dalle sonorità moderne e dal sound più ricercato, band come Lamb of God (che in poco tempo riscossero un successo di dimensioni considerevoli), All That Remains, Byzantine, Yakuza, Kylesa ed altri ancora.